# U (trò chơi)
U hay U bắt mọi là một trò chơi dân gian của Việt Nam. Đây là trò chơi tập thể.
Trò chơi u cần số người từ mười người trở lên, chia thành hai đội A & B. Mỗi bên có số đội viên đều nhau.

## Sân chơi
U được chơi trên khoảnh sân vuông rộng chia đôi, mỗi bên thuộc về một đội có lằn ấn định làm "biên giới". Ở hai đầu sân đối nhau là "ngục", thường đặt khoảng năm sải bước chân bên kia biên giới.

## Cách chơi
Trò chơi bắt đầu khi một đội viên bên A vượt biên giới qua B tấn công. Đội viên đó miệng phải phát âm "u..." liên tục, không được ngắt hơi và lớn đủ để đối phương nghe thấy. Trong khi đó bên B sẽ cố xúm vào bắt đội viên này. Nếu ghì được người đó và người này ngừng phát âm "u..." vì cạn hơi không về được bên A thì B đã bắt được tù nhân bên A. Tuy nhiên nếu đội viên bên A đụng được bất cứ ai bên B và trở về bên A an toàn trước khi đứt hơi "u" thì tất cả những người bên B bị đụng được coi như bị bắt sang A làm tù binh.\vào đến ngục được, đụng được đồng đội đã bị bắt và chạy thoát về sân nhà. Những người bị bắt thì dang tay nối nhau thành hàng dài để vươn ra gần biên giới hòng với được người sang cứu. Trong khi đó bên phòng thủ thì cố 1) bắt người đối phương và 2) ngăn không cho đối phương cứu được tù binh. Tất cả mọi diễn biến xảy ra trong khi người vượt tuyến tấn công kêu "u..."
Trò chơi chấm dứt khi một bên bắt được tất cả đội viên bên kia.

## Biến thể
Một biến thể của trò chơi này là "u câm", nghĩa là thay vì phải phát âm "u..." liên tục, không ngắt hơi, thì người đi tấn công không phát âm gì cả (câm) và đối phương phải cố làm mọi cách để người này phát ra một âm thanh nào đó, cù lét cho bật cười hẳng hạn.
Một biến thể nữa không có bắt tù binh mà những người đó bị loại hẳn khỏi cuộc chơi.